# 16689 Вісла
16689 Ві́сла (16689 Vistula) — астероїд головного поясу, відкритий 12 серпня 1994 року.
Тіссеранів параметр щодо Юпітера — 3,155.
Названо на честь Вісли (пол. Wisła; нім. Weichsel) — найбільшої річки басейну Балтійського моря і Польщі.